# Isaiah Wilson
Isaiah Wilson (Filadelfia, 31 maggio 1948) è un ex cestista statunitense, professionista nella NBA e nella ABA.

## Carriera
Venne selezionato dai Detroit Pistons al secondo giro del Draft NBA 1971 (29ª scelta assoluta).